# 巴迪亚
巴迪亚（義大利語：Badia），是意大利北部波尔扎诺自治省的一个市镇。总面积82平方公里，人口3358人，人口密度41.0人/平方公里（2009年）。ISTAT代码为021006。

## 社会

### 语言分布
根据2011年的人口普查，有94.07%的居民以拉登语为第一语言，其余的居民以意大利语和德语为第一语言，分别占人口的4.17%和1.76%。
| 语言     | 1991   | 2001   | 2011   |
| -------- | ------ | ------ | ------ |
| 拉登语   | 95.55% | 93.43% | 94.07% |
| 意大利语 | 2.07%  | 3.88%  | 4.17%  |
| 德语     | 2.38%  | 2.69%  | 1.76%  |